# Nils Bielke (General)

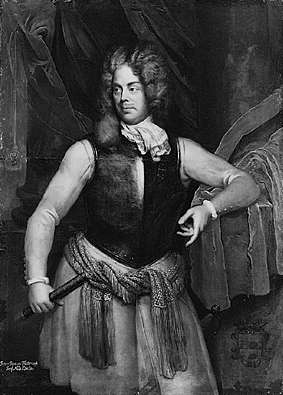
Nils Bielke (Porträt von David Richter dem Jüngeren)

Graf Nils Bielke af Åkerö (* 7. Februar 1644 in Stockholm; † 26. November 1716) war schwedischer General und Gouverneur von Schwedisch-Pommern. Er errang zweifelhaften Ruhm durch die sogenannten „Bielkeschen Münzwirren“.

## Leben
Der Sohn von Ture Nilsson Bielke und Kristina Anna Banér wurde im Alter von 29 Jahren zum Oberst des Leibgarderegiments unter König Karl XI. ernannt und nahm unter anderem an der Schlacht bei Lund teil. Zwischen 1679 und 1682 war Bielke Gesandter in Frankreich, trat 1684 in kaiserliche Dienste und zeichnete sich in den Türkenkriegen der folgenden Jahre aus, so dass er zum General ernannt wurde.
Nach Schweden zurückgekehrt, wurde er 1687 Generalgouverneur von Pommern und Estland sowie 1690 Feldmarschall. In den pfälzischen Kriegen 1688 bis 1697 hintertrieb er mehrere Jahre hindurch die Hilfe, die Schweden dem Deutschen Reich vertragsgemäß schuldete.
Er wurde am 12. Oktober 1687 auf dem Stockholmer Schloss von König Karl XI. in den schwedischen Grafenstand erhoben und am 4. Februar 1689 auf dem Ritterhaus in die Grafenklasse introduziert (als Nr. 29). Am 1. Juli 1688 nahm er zudem mit königlicher Erlaubnis den durch Kaiser Leopold I. verliehenen Reichsgrafenstand an.
Ab August 1688 ließ Bielke mit Genehmigung Karls XI. in Stettin minderwertige Münzen prägen und in Hamburg in Umlauf bringen („Bielkeschen Münzwirren“ während der „Kleinen Kipperzeit“).  
Erst nachdem Karl XI. 1697 gestorben war, ließ Karl XII. 1698 Bielke und dessen Münzmeister Arensburg verhaften und es folgte ein langer Prozess, der am 15. April 1705 mit dem Todesurteil für Bielke wegen des Vorwurfs des Machtmissbrauchs endete. Auf Fürsprache der Königinwitwe Hedwig Eleonora wurde Bielke im Juni 1705 begnadigt, blieb aber für den Rest seines Lebens vom Hof verbannt. Er verlor bis auf die Höfe Gäddeholm und Salestad alle seine Güter.

## Familie
Er war mit Eva Horn von Björneborg (* 14. September 1653; † 1740) verheiratet. Das Paar hatte folgende Kinder:
- Gustaf (* 20. Juli 1672; † 20. Juli 1672)
- Ture (* 17. Februar 1674; † 17. Februar 1674)
- Eva (* 13. Dezember 1677; † 20. September 1715) ⚭ Abraham Brahe (* 24. Aug 1669; † 6. März 1728)
- Adam (* 13. November 1679; † 13. November 1679)
- Sigrid Catharina (* 2. November 1681; † 24. Juli?) ⚭ 14. September 1706 Johann Georg von Flemming, (1679–1747) Sohn von Heino Heinrich von Flemming
- Kaarle Kustaa, Carl Gustaf Bielke (* 12. Juli 1683; † 11. Februar 1754) ⚭ Pirita Sofia Horn von Marienborg (* 6. April 1679; † 2. Dezember 1728)
- Ture Gabriel (* 22. November 1684; † 11. Mai 1763) ⚭ Charlotta Christina Piper (* 24. September 1693; † 15. März 1727)
- Christina Anna (* 10. September 1687; † 3. Mai 1742) ⚭ Generalfeldmarschall Carl Gustaf Mörner, Graf von Morlanda und Espelunda (1658–1721)
- Ulrike Ebba (* 9. Dezember 1688; † 28. November 1716) ⚭ Friedrich Wilhelm von Sparr, Herr auf Greifenberg (* 12. Februar 1657; † 9. November 1729)
- Sofia Charlotta (* 30. November 1693; † 1. Januar 1696)